# Karma (album de Winger)
Pour les articles homonymes, voir Karma (homonymie).
Albums de Winger
IV
(2009)
Karma est le 5e album studio du groupe Winger sorti en 2009.

## Titres
| No  | Titre                              | Crédit(s)                  | Durée |
| --- | ---------------------------------- | -------------------------- | ----- |
| 1.  | Deal With The Devil                | K.Winger, R.Beach, Purnell | 3:00  |
| 2.  | Stone Cold Killer                  | K.Winger, R.Beach          | 2:45  |
| 3.  | Big World Away                     | K.Winger, R.Beach          | 3:50  |
| 4.  | Come A Little                      | K.Winger, R.Beach          | 2:50  |
| 5.  | Pull Me Under                      | K.Winger, R.Beach, Huff    | 3:20  |
| 6.  | Supernova                          | K.Winger, R.Beach, Winger  | 6:17  |
| 7.  | Always Within Me                   | K.Winger                   | 4:15  |
| 8.  | Feeding Frenzy                     | K.Winger, R.Beach, Winger  | 3:00  |
| 9.  | After All This Time                | K.Winger, R.Beach, Roth    | 6:24  |
| 10. | Witness                            | K.Winger, R.Beach          | 6:59  |
| 11. | First Ending (titre bonus, europe) | R.Morgenstein              | 2:07  |

## Formation
- Kip Winger - chants, basse, claviers, guitare acoustique
- Reb Beach - guitares
- John Roth - guitares
- Rod Morgenstein - batterie
- Cenk Eroglu - claviers, guitares & effets